# Смерть Крис Кремерс и Лисанн Фрон

Крис Кремерс и Лисанн Фрон на мирадоре (смотровой площадке) в день своего исчезновения 1 апреля 2014 года

Крис Кремерс (нидерл. Kris Kremers; род. 9 августа 1992 года) и Лисанн Фрон (нидерл. Lisanne Froon; род. 24 сентября 1991 года) — туристки из Нидерландов, исчезнувшие 1 апреля 2014 года во время одиночного похода в тропический лес в Панаме и впоследствии погибшие. Небольшая часть их останков была обнаружена спустя несколько месяцев после продолжительных поисков. Причины смерти не были окончательно определены. Панамская прокуратура пришла к выводу, что девушки упали в реку, группа нидерландских специалистов поддержала версию несчастного случая, но отвергла предположения, что девушки могли заблудиться. Обстоятельства этого дела (в частности, активность смартфонов пропавших девушек в течение полутора недель после их исчезновения и странные фотографии, найденные в их фотоаппарате) привели к появлению многочисленных гипотез, в том числе о том, что девушки могли стать жертвами преступления. Панамские власти подвергались критике за предположительно некорректное расследование исчезновения студенток и последующих событий.
Случай получил широкое освещение в средствах массовой информации, ему посвящены эпизод телевизионного шоу «Lost in the Wild» и две книги-расследования.

## Предварительные события
Лисанн Фрон, 22 года, описывалась как целеустремлённая, оптимистичная, умная и страстная волейболистка. Она занималась любительской фотографией, прикладной психологией, парашютизмом и альпинизмом. Крис Кремерс, 21 год — открытая, творческая и ответственная; она была актрисой-любительницей. Обе выросли в Амерсфорте и познакомились, когда работали в ресторане «In den Kleinen Hap». Фрон получила степень по прикладной психологии в Девентере в сентябре предыдущего года, а Кремерс только закончила получение культурно-социального образования, специализируясь в художественном образовании в Утрехтском университете. За несколько недель до путешествия в Панаму Лисанн переехала к Крис в комнату в общежитии. Они запланировали совместное путешествие еще осенью 2013 года, первоначально в Коста-Рику, и откладывали деньги на протяжении 6 месяцев, собираясь поехать в Панаму как социальные работницы — чтобы сделать что-то значимое для местных жителей, в частности, помогать с детьми, одновременно изучая испанский язык. Поездка также должна была стать наградой для Фрон за окончание университета. Крис уже побывала в Латинской Америке, однажды посетив со своими родителями Перу; Лисанн никогда не бывала за пределами Европы.

## Исчезновение
Крис и Лисанн прибыли в Панаму 15 марта 2014 года, планируя провести там 6 недель. Первые две недели они были в Бокас-дель-Торо, где начали посещать курсы испанского языка и отдыхали на пляжах и дискотеках. 29 марта они приехали в город Бокете, где им предстояло работать с детьми в течение четырёх недель. Благодаря относительно прохладному климату Бокете является излюбленным местом проживания европейских и американских эмигрантов и пенсионеров. Девушки остановились у местной жительницы Мириам Герры (исп. Miriam Guerra), которая уже несколько лет сдавала комнату приезжим иностранцам. Для них была подготовлена программа в языковой школе «Испанский у реки» (англ. Spanish by the River). Ожидалось, что 31 марта они приступят к работе в детском саду «Аура» (исп. Guardería Aura). Однако из-за организационной накладки к появлению девушек не были готовы и им сказали возвращаться через неделю. Девушки были разочарованы этим до такой степени, что потеряли желание работать в этом детском саду. В школе «Испанский у реки» им попытались найти другой вариант работы. Неожиданно получив свободное время, они решили посвятить его путешествиям.
Хозяйка дома Мириам Герра вспоминала вечер перед их исчезновением:

Я до сих пор помню, как всё было в тот вечер понедельника здесь дома. Крис читала книгу в их комнате. Я смотрела телевизор и Лисанн сидела рядом со мной на диване. Я спросила, что они собираются делать после неудачи с волонтёрской работой. Она сказала, что очень устала, и она все время кашляла, потому что она астматик. Это был последний вечер, когда я их видела. Лисанн была больна, и я не представляю, почему они вдруг отправились на большую прогулку на следующий день.
— Jürgen Snoeren, Marja West. Lost in the Jungle: The mysterious disappearance of Kris Kremers and Lisanne Froon in Panama
1 апреля Крис и Лисанн пошли в поход в туманные леса по туристическому маршруту «Пианист» (исп. El Pianista). Они написали на Facebook, что собираются прогуляться вокруг Бокете, никому не сообщив, куда именно направлялись. Перед этим их видели завтракающими с двумя молодыми нидерландцами, но по свидетельству официанта они завтракали в одиночестве. Они имели при себе один рюкзак, принадлежавший Лисанн, и были легко одеты (во что именно они были одеты, полиция не знала вплоть до обнаружения фотоаппарата в июне). 

Панорама части города Бокете в 2016 году, вид на северо-запад. На заднем плане — вулкан Бару, самая высокая точка Панамы. Маршрут «Пианист» находится к северу от города (за правым краем панорамы)

От Бокете до начала «Пианиста» девушки добрались на такси. Там они остановились в ресторане у начала тропы. Неясно, в какое время девушки начали путь по тропе: судя по метаданным сделанных ими фотографий, они начали подъём по маршруту раньше, чем их наблюдали очевидцы (водитель такси и персонал ресторана). Они были без гида; их сопровождала собака хаски по кличке Асуль (исп. Azul), которую им дали в ресторане. Однако вскоре собака вернулась одна. Отмечается, что она не попала ни на одну из сделанных девушками фотографий. 
Маршрут «Пианист» является частью национального парка Бару и находится в 4 километрах от города. У его начала расположен ресторан итальянской кухни «Иль-Пианиста» (в некоторых публикациях об исчезновении Крис и Лисанн он упоминается как кафе). По описанию туристов, первые 15 минут ходьбы тропа пролегает по полям, затем начинается лес, по которому она постепенно поднимается вверх, до «мирадора» (исп. mirador) — необустроенной смотровой площадки, находящейся на линии Американского континентального водораздела. В ясный день с вершины можно видеть город Бокете и два океана — Тихий и Атлантический. Маршрут имеет длину около 4 километров и проходится туда и обратно примерно за 3—4 часа. Тропа имеет популярность среди туристов, однако в 2016 году (через два года после описываемых событий) региональный директор Министерства окружающей среды Илка Агирре (исп. Yilka Aguirre) заявила, что тропа «Пианист» официально не обозначена как туристический маршрут, и туристы посещают тропу на свой страх и риск.
Сделанные Крис и Лисанн снимки подтверждают, что они благополучно добрались до «мирадора» и фотографировались на нём. В этом месте маршрут «Пианист» заканчивается, однако там не было никакого предупредительного знака (знак был установлен только после исчезновения девушек). Вместо того, чтобы возвращаться обратно, Крис и Лисанн миновали линию континентального водораздела и углубились в джунгли по тропе, которая не является частью маршрута. Есть гипотеза, что они хотели посмотреть на водопад — карту этой местности они ранее искали в Интернете. Судя по последним фотографиям, сделанным 1 апреля, девушки находились уже в часе ходьбы от вершины водораздела, и продолжали идти. На фотографиях № 507 и 508 Крис пересекает усыпанный камнями мелкий ручей и стоит на одном из камней, повернувшись лицом к камере. В некоторых источниках отмечается, что лицо Крис контрастирует с радостными выражениями на предыдущих снимках. На её ноге и шортах заметны следы грязи, как будто она уже падала.
Что происходило с девушками после того, как были сделаны эти последние фотографии, остаётся загадкой. Известно лишь то, что вскоре с их телефонов были предприняты попытки связаться со службой спасения. В течение двух с половиной месяцев (с 1 апреля до конца июня, когда были опознаны первые найденные останки) Крис и Лисанн считались пропавшими без вести.

## Расследование

### Поиски
Родители Лисанн перестали получать сообщения, которые обе девушки отправляли родителям ежедневно. Хозяйка дома Мириам не придала значения тому, что вечером 1 апреля девушки не ели (она готовила им еду, они жили в комнате с отдельным входом).
Главную роль в обнаружении пропажи сыграл панамский гид Фелисиано Гонсалес (исп. Feliciano González), однако информация о его контактах с Крис и Лисанн противоречива. По версии американского журналиста Джереми Крита (англ. Jeremy Kryt) из издания The Daily Beast, проводившего самостоятельное расследование этого дела, 31 марта Гонсалес встретился с девушками в школе «Испанский у реки» и предложил им тур по окрестностям, девушки почему-то отказались. В более поздней статье Крит пишет, ссылаясь на полицейский отчёт и интервью Гонсалеса, что гид всё-таки договорился с ними об экскурсии, которая была намечена на 2 апреля. По другим данным, 31 марта была достигнута договорённость сразу о двух экскурсиях — 2 апреля на «клубничную ферму» и 5 апреля на вулкан Бару. Из интервью с самим Гонсалесом следует, что 1 апреля ему позвонили из языковой школы и сообщили, что две девушки заинтересованы в получении его услуг. Он пришёл в школу утром 2 апреля и стал ждать, но клиенты не появлялись. Тогда Гонсалес вместе с сотрудницей школы Эйлин (нем. Eileen) отправился в дом, где остановились Крис и Лисанн. Получив ключ, они вошли в комнату девушек и убедились, что там пусто и девушки явно не ночевали в ней. Они всё ещё колебались, думая, что девушки могут гулять по городу. Только вечером около 19 часов 30 минут они обратились в полицию, но им потребовалось предоставить данные о пропавших, из-за чего они вернулись сначала в комнату, а потом в языковую школу. Около 21 часа 30 минут 2 апреля в полицию было подано заявление о пропаже. Утром 3 апреля Гонсалес сообщил о пропавших людях в Национальную систему гражданской защиты Панамы (SINAPROC).
Поисковые операции были начаты 3 апреля местными проводниками. Согласно Гонсалесу, он вместе со спасателями прибыл к началу тропы «Пианист», как вдруг спасателям позвонил директор SINAPROC и приказал не вести поиски, пока он не прилетит в Бокете. Из-за этого профессиональные спасатели приступили к работе только с 5—6 апреля. По словам местного проводника Джона Торнблома (англ. John Tornblom), «Мы искали девушек в течение трёх или четырёх дней, прежде чем подключилась SINAPROC». В поисках были задействованы десятки спасателей, обученные собаки и три вертолёта. Исчезновение студенток получило международную огласку, президент Панамы Рикардо Мартинелли провёл пресс-конференцию, посвящённую их поискам. 6 апреля родители Крис прибыли в Панаму. В первые дни поиски велись вокруг вулкана Бару, потому что девушки никого не предупредили о том, куда именно направляются, и никто не знал, где их искать. Как сообщалось, по состоянию на 10 апреля поиски по-прежнему были сконцентрированы вокруг вулкана, и к нему закрыли доступ для туристов, чтобы не было помех для работы поисковых собак. При этом Фелисиано Гонсалес заявил, что с самого начала знал, что девушки пошли по маршруту «Пианист», потому что Эйлин слышала их разговоры в школе об этом и видела у них карту этой тропы. Уже 5 апреля он прошёл по этому маршруту со следователями, а через два дня — с поисковиками SINAPROC, но безрезультатно.
14 апреля активная часть поисков завершилась, никаких следов пропавших туристок не было обнаружено. Директор SINAPROC Артуро Альварадо (исп. Arturo Alvarado) заявил, что поисковые операции обычно длятся 3—5 дней, а его ведомство работало 12 дней в сложных погодных условиях, и поисковые группы прошли более 900 километров по всем тропам в районе исчезновения девушек.
Сначала за информацию о пропавших девушках было назначено вознаграждение 2500 долларов. 30 апреля семьи Кремерс и Фрон объявили вознаграждение в размере 30 000 долларов США, позднее нидерландская телепрограмма Vermist назначила отдельное вознаграждение в 10 000 евро.
С 25 мая по 3 июня 2014 года в Панаме работала нидерландская поисковая группа из некоммерческой организации RHWW в составе 18 человек с 12 обученными собаками. Вместе с ней работали горные спасатели Красного Креста Коста-Рики. Поисковики RHWW собирались отправиться в Панаму ещё в начале апреля, но этому помешали бюрократические проволочки — нидерландские власти не торопились подать соответствующий запрос панамской стороне. Поиски проходили вдоль тропы «Пианист» вплоть до «мирадора», у водопадов, на вулкане Бару, на горячих источниках Кальдера, в районе дома Мириам и языковой школы. Работа поисковиков оказалась совершенно безрезультатной. Глава частной организации по предотвращению преступности Alto al Crimen, созданной живущими в Бокете мигрантами, Сесар Шеррард (англ. Cesar Sherrard), высказывал возмущение тем фактом, что поисковикам RHWW было дано распоряжение не проводить поиски за «мирадором». Впрочем, на тот момент ещё не был найден фотоаппарат и никто точно не знал, что девушки пошли по тропе за «мирадором».
В первые два месяца после исчезновения девушек не было найдено никаких их следов. Только в июне, через неделю после завершения работы поисковиков из Нидерландов и Коста-Рики, местная жительница обнаружила рюкзак Лисанн — совсем не в том месте, где первоначально велись поиски. После этого в течение лета был найден ряд останков, опознанных как фрагменты тел пропавших девушек, а также некоторые предметы одежды. Все предметы и кости находились вдоль реки Кулебра (исп. Río Culebra, в переводе с испанского — «Змея»). В июле поиски были временно приостановлены из-за плохих погодных условий. 18 июля в Амерсфорте состоялась траурная церемония в память о Крис и Лисанн при участии мэра города Лукаса Болсиюса (нидерл. Lucas Bolsius). Несмотря на малое количество обнаруженных останков, 31 октября Лисанн Фрон была похоронена на своей родине.
Последняя попытка поисков была предпринята в январе 2015 года по просьбе родителей Крис. Панамская прокуратура предупредила, что поисковая операция в январе нежелательна из-за высокого уровня воды в реках, но это предупреждение не было получено поисковиками. C 12 по 16 января 2015 года в Панаме работала группа из некоммерческой организации RHWW с 6 обученными собаками. На вертолётах их перебросили в деревню Альто-Ромеро (исп. Alto Romero), в районе которой находились места обнаружения вещей и останков девушек. В этот период постоянно шли дожди, было очень влажно и много грязи. Отправленный к реке разведчик сообщил, что работать в таких условиях невозможно. Поисковики были вынуждены отменить поиски и вернуться домой.. Во время этой неудачной экспедиции прокурор Бетсаида Питти (исп. Betzaida Pitti), расследовавшая дело об исчезновении девушек, повредила колено, которое позднее пришлось оперировать. После этого её перевели на менее оплачиваемую должность, и в конце концов из-за проблем с коленом она ушла из прокуратуры.

### Рюкзак
Рюкзак Лисанн был обнаружен 11 июня 2014 года. В некоторых источниках утверждается, что это произошло 14 июня; как уточняется, рюкзак был найден в среду 11-го числа, а полиция объявила о находке в субботу 14-го.
Рюкзак нашла Ирма Мирандо (исп. Irma Mirando), жительница деревни Альто-Ромеро, когда вместе со своим мужем пошла на реку Кулебра, чтобы постирать вещи и работать на рисовом поле. Место обнаружения находится довольно далеко от деревни, примерно в двух или трёх часах ходьбы. Сообщалось, что это примерно в 5 милях (8 км) от того места, где студенток в последний раз видели живыми. Рюкзак зацепился за ветку и находился под камнем. Когда она вернулась с находкой в деревню, то был сделан звонок в полицию, и 13 июня в деревню на вертолёте прилетели представители правоохранительных органов во главе с прокурором Бетсаидой Питти, чтобы забрать рюкзак.  
Список вещей, находившихся в рюкзаке (согласно книге «Lost in the Jungle»):
- фотоаппарат Лисанн;
- чехол фотоаппарата;
- батарея и карта памяти SanDisk;
- пустой пластиковый чехол;
- две пары солнцезащитных очков;
- два бюстгальтера;
- страховой полис на имя Лисанн Фрон;
- два смартфона (iPhone 4 Крис и Samsung Galaxy S III Лисанн с дополнительной батареей);
- замок[комментарий 4];
- ключ;
- два чехла для смартфонов;
- деньги — 88 долларов 25 центов (не 83 доллара, как указано во многих публикациях)[комментарий 5];
- обрывок конфетной обёртки;
- пластиковая бутылка с небольшим количеством воды.

В рюкзаке были не все вещи, которые девушки брали в поход. Так, в нём находилась только одна бутылка с водой, хотя на фотографии № 491 Крис позирует, держа в руках две бутылки. 
Можно встретить утверждения, что «рюкзак был фактически в идеальном состоянии, всё его содержимое осталось целым и невредимым и даже не промокло», что, разумеется, странно и подозрительно, учитывая нахождение рюкзака в реке. Авторы книги «Lost in the Jungle», имея доступ к материалам расследования, утверждают совершенно иное. По их данным, рюкзак находился в хорошем состоянии, но был грязным и имел повреждения. Внутри него обнаружены фрагменты листьев, ракушек, какого-то пластика, а также песок и волосы обеих девушек. Вещи в рюкзаке были сырыми, фотоаппарат и телефон Крис находились в нерабочем состоянии, и только их карты памяти были исправны.

### Телефоны
На 1 апреля аккумуляторы телефонов были заряжены примерно наполовину — 51 процент у Крис и 49 процентов у Лисанн. Для девушек телефоны были почти бесполезными, поскольку за мирадором нет покрытия сети и невозможно никуда дозвониться. Лисанн во время похода использовала Карты Google в оффлайновом режиме. Специалисты получили полную информацию о том, когда телефоны включались, выключались, и какие звонки с них делались. Оказалось, что через несколько часов после начала похода были произведены неудачные вызовы 112 (международный номер телефона экстренных служб), позднее предпринимались попытки вызова 911 (номер экстренных служб в Панаме). Первый звонок сделан с телефона Крис в 16 часов 39 минут, второй — с телефона Лисанн в 16 часов 51 минуту. Следующие звонки отмечены только на следующее утро, хотя если девушки заблудились, то должны были понимать, что столкнулись с перспективой провести ночь в диких джунглях. За всё время им удалось лишь один раз дозвониться в службу 911 (утром 2 апреля), но звонок оборвался через одну-две секунды. Впрочем, директор Системы единого управления чрезвычайными ситуациями (SUME 911) Гиль Рафаэль Фабрега (исп. Gil Rafael Fábrega) опроверг информацию и об этом единственном подсоединении к сети. После 3 апреля попытки связаться со службами спасения больше не предпринимались. Кроме служб спасения звонки никуда больше не делались (в том числе не было попыток позвонить родителям), и не было попыток отправить SMS (на телефонах не обнаружено черновиков SMS).
Рано утром 5 апреля телефон Лисанн полностью разрядился и больше не использовался. Телефон Крис продолжал включаться-выключаться для проверки наличия связи, однако с этого же самого дня (5 апреля) PIN-код либо не вводился, либо вводился неправильно, что дало нидерландским специалистам повод заподозрить, что телефон использовала уже не Крис. Для звонка в службы спасения PIN-код не нужен, однако пользовавшийся телефоном человек мог пытаться получить доступ к содержимому телефона, хотя следователи подобных фактов не обнаружили. Есть серьёзное расхождение насчёт того, как часто телефон Крис использовался таким странным образом. Есть утверждения об очень большом количестве попыток (77 в период с 7 по 10 апреля), а также о всего лишь 4 попытках включения без PIN-кода или с неправильно набранным кодом. В книге «Lost in the Jungle» перечислены 3 включения без PIN-кода, а также указано, что между 6 и 11 апреля телефон вообще не включался. 11 апреля телефон был включён в последний раз в 10:51, оставался включённым 1 час 5 минут и после этого выключился из-за разрядки батареи.
После 11 апреля телефоны девушек не использовались, будучи полностью разряженными. 
При изучении активности телефонов следует учитывать, что в условиях экстремальной влажности туманных лесов телефоны могут иногда сами включаться и выключаться.
| Дата      | iPhone 4 (Крис Кремерс)                                                                                    | Samsung Galaxy S III (Лисанн Фрон)                                                                       |
| --------- | --- | --- |
| 1 апреля  | 13:38 — телефон потерял доступ к сети 16:39 — попытка звонка 1 (112)                                       | 16:51 — попытка звонка 1 (112) К концу дня у телефона остаётся всего 19 процентов заряда                 |
| 2 апреля  | 08:14 — попытка звонка 2 (112)                                                                             | 06:58 — попытка звонка 2 (112) 10:53 — попытка звонка 3 (112 и 911) 13:56 — попытка звонка 4 (112 и 911) |
| 3 апреля  | 09:33 — попытка звонка 3 (911) 16:00 — проверка сигнала 1                                                  | На утро у телефона остаётся 1 процент заряда 13:50 — проверка сигнала 1 16:19 — проверка сигнала 2       |
| 4 апреля  | 10:16 — проверка сигнала 2 13:42 — проверка сигнала 3                                                      | никакой активности                                                                                       |
| 5 апреля  | 10:50 — проверка сигнала 4 14:35 — проверка сигнала 5                                                      | 04:50 — проверка сигнала 3 05:00 — включён; батарея разряжена; никакой последующей активности            |
| 6 апреля  | 10:26 — проверка сигнала 6 (без пароля) 13:37 — проверка сигнала 7 (без пароля)                            | — |
| 11 апреля | 10:51 — проверка сигнала 8 (без пароля) 11:56 — выключен спустя 1:05 часов; никакой последующей активности | — |

### Фотоаппарат

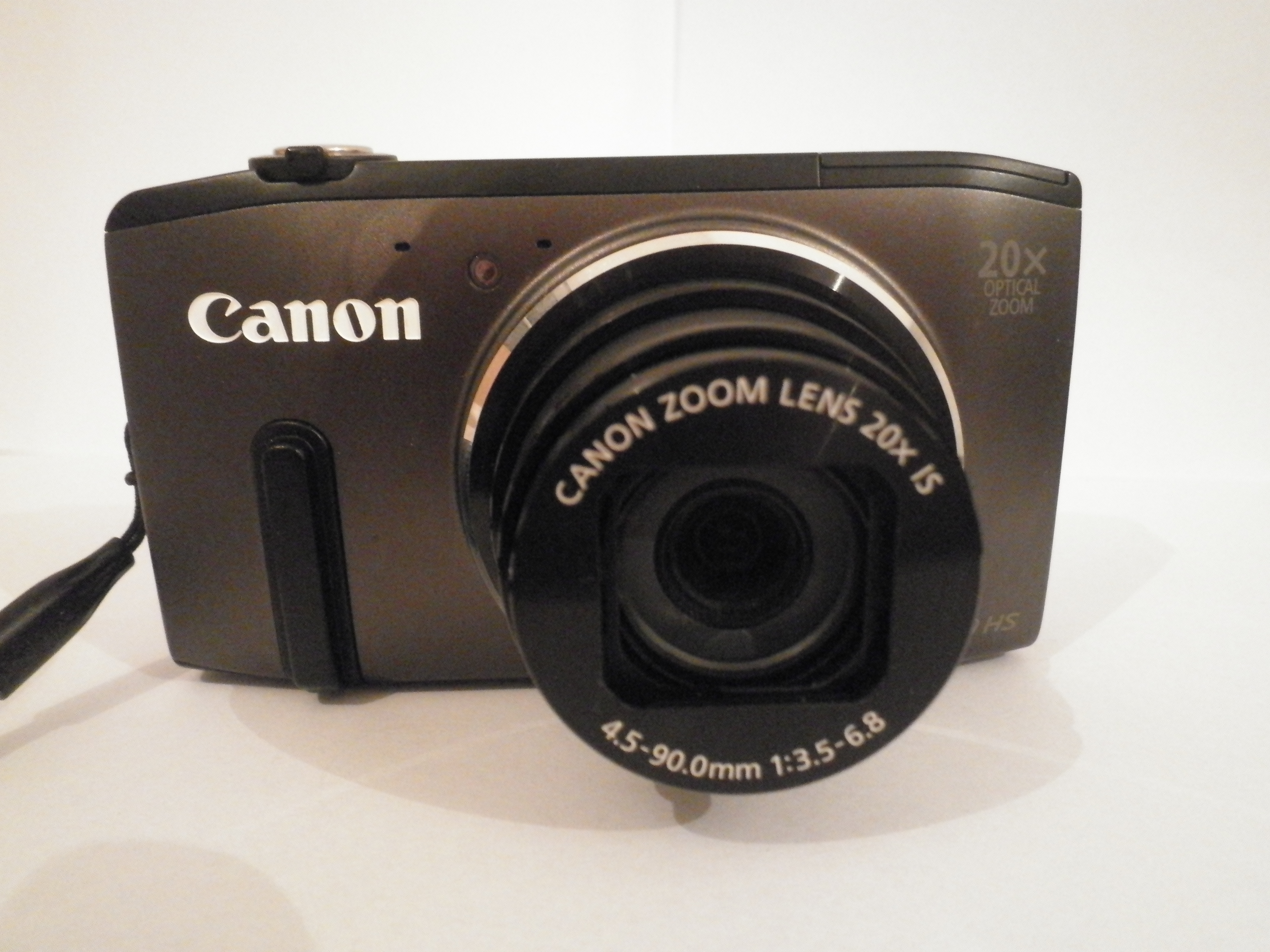
Canon PowerShot SX270 HS — фотоаппарат, аналогичный имевшемуся у Лисанн Фрон

Лисанн Фрон имела при себе фотоаппарат Canon Powershot SX270 HS. Он был обнаружен вместе с остальными вещами в рюкзаке. В нём оказалось 133 снимка, сделанных в период с 1 по 8 апреля:
- 1 апреля сделаны фотографии № 476—508 (итого 33 снимка);
- фото № 509 сделано неизвестно когда в период с 1 по 8 апреля и пропало;
- ночью 8 апреля сделаны фотографии № 510—609 (итого 100 снимков)[комментарий 8].

По какой-то причине в фотоаппарате текущим годом был выставлен 2013-й, а не 2014-й. Также на мирадоре девушки сделали несколько фотографий на оба своих телефона.
В день исчезновения Крис и Лисанн делали обычные туристические фотографии. По ним можно заключить, что девушки пошли по «дикой» тропе за мирадором и без признаков чего-либо необычного находились на ней за несколько часов до первой попытки звонка в службу спасения. На последних фотографиях № 507 и 508 (такие номера они имели на карте памяти) изображена Крис, переходящая через ручей. 
Следующая фотография № 509 была удалена неизвестно когда и кем, так что после фото № 508 сразу идёт фото № 510. Невозможно сказать, что на ней было и в какой из дней она сделана. Эта фотография считается одной из загадок дела Кремерс-Фрон. Дело в том, что когда фотография удаляется с карты памяти обычным способом, её можно восстановить с помощью специальных программ. Однако голландские специалисты, имевшие необходимое оснащение, так и не сумели этого сделать. Возможно, фотография была «навсегда» удалена с помощью компьютера, но, разумеется, девушки в походе не имели доступа к компьютеру. Странность снимка № 509 заключается ещё и в том, что это была вообще единственная удалённая фотография из всех. Судебный фотограф Кит Розенталь (англ. Keith Rosenthal) отметил, что в фотоаппарате были неудачные фотографии, однако Лисанн не удаляла их. Ведущие телешоу Lost in the Wild (Travel Channell, декабрь 2019) провели эксперимент с таким же фотоаппаратом, какой был у Лисанн, и пришли к выводу, что фото № 509 было удалено уже после серии ночных фотографий 8 апреля (потому что если бы оно было удалено до ночных фотографий, то первый ночной снимок получил бы освободившийся номер 509). 
В течение недели после своего исчезновения девушки не сделали ни одной фотографии (за возможным исключением фото № 509). Однако ночью 8 апреля было сделано большое количество странных снимков — 90 по первоначальным данным, 100 по уточнённым. Все они были сделаны между 1:00 и 4:00 часами ночи, по всей видимости, глубоко в джунглях, в темноте и во время дождя (метеорологические сводки сообщают, что ночью 8 апреля в том районе прошёл первый сильный дождь в наступившем сезоне дождей, но авторы книги «Lost in the Jungle» отмечают, что камни на фотографиях выглядят сухими, и предполагают, что частицы в воздухе являются не каплями воды, а пылью). Из некоторых фото можно сделать вывод, что они были сделаны возле реки или ущелья. Смысл этой фотосессии непонятен, на большинстве фотографий нет ничего примечательного, многие имеют плохое качество. На одной фотографии видно ветку с прикреплёнными к ней пластиковыми пакетами и обёртки от конфет, лежащие на большом камне. На другой — что-то похожее на туалетную бумагу и круглый объект, напоминающий зеркало, но оказавшийся донышком от банки чипсов Pringles. На третьей — затылок Крис с её хорошо узнаваемыми волосами. Утверждения о том, что на её виске может быть видна кровь, опровергаются в книге «Lost in the Jungles». Интервал между фотографиями разный — от нескольких секунд до более чем 15 минут.
Бывший глава нидерландской следственной группы Франк ван дер Гот (нидерл. Frank van der Goot) назвал ночные фотографии «зловещими» и сравнил их с фильмом ужасов «Ведьма из Блэр».
Высказывались предположения, что фотографии делались для того, чтобы осветить вспышкой путь в темноте. Журналист Дж. Крит приводит мнение независимого судебного специалиста по изучению фотографий Джорджа Рейса (англ. George Reis), отвергающего данное предположение: он считал, что все фотографии сделаны почти на одном и том же месте. Его мнение со временем было косвенно подтверждено тем фактом, что энтузиасты сумели составить из ночных фотографий панораму. Карл Вейл (англ. Carl Weil), директор медицинской программы дикой природы Колорадо и специалист по выживанию, высказал предположение, что снимки были сделаны, чтобы зафиксировать нечто важное, произошедшее той ночью, или же отметить место, где было оставлено тело Крис (возможно, получившая смертельную травму), чтобы потом можно было его найти. Существует предположение, что с помощью вспышек фотоаппарата девушки хотели привлечь внимание спасательных вертолётов. Однако эта теория несостоятельна, так как ночные вылеты вертолёты не совершали.
Согласно расследованию Дж. Крита, оба места, фигурирующие на снимках (ручей с камнями, через который переходила Крис, и место ночных фотографий), впоследствии были найдены местными проводниками. В 2016 году Крит показывал ночные фотографии разным туристическим гидам в Бокете, и они независимо друг от друга отметили одну и ту же точку на карте, расположенную на западном берегу одного из притоков Кулебры примерно в 3 милях (5 километров) от города. Год спустя Крит вместе с проводниками прошёл от Эль-Пианиста через эти места. Переход через ручей находится в часе ходьбы по пересечённой местности от вершины с мирадором. От этого ручья и до второго места Крит вместе с опытными проводниками, знавшими местность, добрался за пять с лишним часов, преодолев несколько притоков Кулебры. Это место находится на берегу, возле одного из характерных для этой местности канатных мостов (три троса, переброшенные через реку), который предположительно виден на одной или нескольких ночных фотографиях. Мост находится на высоте примерно 25 футов (7,5 метров) над течением. Расстояние от этого моста до ближайшего из найденных костных останков — 2 километра.
Остаётся открытым вопрос, насколько можно доверять метаданным фотографий (то есть времени и датам снимков). 1 апреля в 13 часов девушек видели в языковой школе в Бокете, в частности, есть свидетельство директора школы Ингрид Ломмерс (нидерл. Ingrid Lommers), что их там видели около 13 часов 10 минут. Таксист Леонардо Артуро Гонсалес Мастину (исп. Leonardo Arturo Gonzalez Mastinu), доставивший девушек к началу маршрута Эль-Пианиста, заявил, что они вышли из такси около 13 часов 40 минут. После этого их видели в ресторане «Иль-Пианиста» и предположительно в ещё одной забегаловке. Однако когда в июне 2014 года нашли рюкзак с фотоаппаратом, то выстроилась совершенно другая хронология событий: если судить по времени, указанному на фотографиях, Крис и Лисанн начали восхождение по тропе в 11 часов, прибыли на мирадор в 13 часов, а последние фотографии, где Крис переходит ручей, сделаны в 13 часов 54 минуты.

### Обнаружение останков
Находка рюкзака привела к новым поискам вдоль реки. 16 июня был обнаружен ботинок с человеческими останками внутри, два дня спустя нашли ещё один ботинок. 23 июня панамская прокуратура сообщила, что тесты ДНК подтвердили принадлежность найденных останков Лисанн, на следующий день подтвердилась принадлежность найденной тазовой кости Крис. 
Ботинок со ступнёй принадлежал Лисанн, это был ботинок бренда Wildebeast, продающегося только в магазинах сети Perry Sport в Нидерландах. Пустой синий ботинок следствие приобщило к делу как принадлежащий Крис, хотя газета «Ла-Эстрелья» отмечала, что ботинок не прошёл ДНК-экспертизу, а Крис, судя по фотографиям, носила совсем другую обувь. На ступне Лисанн были отмечены многочисленные переломы плюсневых костей. По официальному заключению судмедэкспертизы, эти переломы могли произойти только вследствие падения с высоты. К костям Лисанн всё еще были прикреплены остатки кожи, но ребро Крис было выбелено. Панамский судебно-медицинский антрополог позже сказал, что даже под увеличением «на костях нет никаких заметных царапин ни естественного, ни искусственного происхождения — на костях нет вообще никаких отметок». Не было ни следов когтей или зубов животных, ни следов от ударов о камни в реке. Судебный антрополог Кэти Райх высказала удивление по этому поводу, поскольку учитывая нахождение костей в реке и местный микроклимат следовало бы ожидать следов истирания или растаскивания их животными
Из числа вещей были обнаружены джинсовые шорты Крис. Согласно распространённой версии, их нашли на камне застёгнутыми и аккуратно сложенными на противоположном берегу притока реки на расстоянии нескольких километров от места обнаружения рюкзака Лисанн; предполагали, что шорты могли быть оставлены, чтобы обозначить таким образом место. Лишь в последующие годы выяснилось, что вся эта информация ошибочна. Во-первых, шорты были найдены в реке Кулебра, что подтверждается Дж. Критом, который разговаривал с местными проводниками, участвовавшими в поисковой операции, и получил информацию из первых рук. Крит подчёркивал, что шорты не были «аккуратно сложенными» и явно не использовались для обозначения чего-либо. Проводники затруднились дать объяснение, каким образом с упавшего в реку человека могло сорвать шорты. Как заметил один из них, «Если я упаду в реку... я упаду со всем, что на мне есть. И вот так меня потом и найдут. Одежду и рюкзаки не смывает с людей просто так за несколько недель». Во-вторых, как стало известно ещё позднее, шорты были расстёгнуты (и пуговица, и молния).
3 августа нашлись новые останки. Адвокат семьи Кремерс заявил, что они не принадлежат пропавшим девушкам, однако панамский прокурор позднее сказала, что там есть следы ДНК Крис. Последние находки останков Крис и Лисанн были сделаны 29 августа, после этой даты ничего нового больше не находили. 
В целом обнаруженных останков оказалось очень мало — настолько мало, что панамская судмедэкспертиза не смогла сделать формальное заключение о смерти девушек. Сообщалось, что всего найдено 33 фрагмента тел девушек, однако это число может ввести в заблуждение. 28 из этих 33 костей — мелкие кости стопы Лисанн, обнаруженные в ботинке, хотя другой источник говорит, что 28 — это общее число костей Лисанн. В ходе поисковой операции также были обнаружены останки, не имеющие отношения к девушкам; экспертиза ДНК показала, что это фрагменты тел по крайней мере трёх местных жителей. Мнение панамского гида об этих останках: «Когда местный [житель] погибает в реке, об этом даже не сообщают. А если бы и сообщали, власти всё равно ничего не сделают». Другая версия — «чужие» останки могли происходить с какого-то размытого водой туземного кладбища.
| Лисанн Фрон                                                                                                | Крис Кремерс                         |
| --- | ------------------------------------ |
| Часть левой ноги, включая: — кости ступни, оставшиеся в ботинке; — бедренную кость; — большеберцовую кость | — тазовая кость; — правое ребро № 10 |

Согласно авторам книги «Lost in the Jungle», ссылающимся на официальные отчёты о судебно-медицинской экспертизе останков, большеберцовая кость Лисанн имела периостит. В другом месте книги сказано, что периостит был на обеих найденных костях ноги Лисанн. В книге указывается ещё одна деталь: в ходе экспертизы на тазовой кости Крис были обнаружены следы от животных или грызунов; это противоречит сообщениям многих источников, что на всех костях не было найдено никаких следов животных. 
Кроме того, в августе был обнаружен кусок кожи. Кожа находилась на ранней стадии разложения и на ней были гусеницы, хотя с момента пропажи и предполагаемой гибели девушек прошло уже почти 5 месяцев. Панамская журналистка Аделита Кориат (исп. Adelita Coriat) описала процесс вскрытия и сообщила, что кусок кожи опознан как принадлежащий Лисанн и находившийся на её бедре. Однако в книге «Lost in the Jungle» этот вывод оспаривается: утверждается, что таковы были лишь предварительные выводы эксперта, в дальнейшем же кусок кожи был опознан как принадлежащий животному (предположительно корове).

### Официальное расследование
С панамской стороны дело об исчезновении студенток вела прокурор провинции Чирики Бетсаида Питти. В январе 2015 года, когда расследование близилось к завершению, её сменил Эрнан Мора (исп. Hernán Mora). Интересы семьи Кремерс представлял юрист Энрике Арроча (исп. Enrique Arrocha).
В ходе следствия Питти склонялась к тому, что смерть Крис и Лисанн произошла в результате несчастного случая. Арроча подвергал сомнению эту версию и отстаивал точку зрения, что девушки были убиты. Последние находки останков девушек произошли в августе 2014 года, а уже в конце сентября родители погибших получили письменные извещения от панамской прокуратуры, что их дети погибли в результате падения в реку. В это же время семья Кремерс упоминала два панамских документа (без уточнения, что это за документы), в которых Крис числилась похищенной. Семья собиралась подать в международный суд на панамскую прокуратуру иск об «отсутствии интереса и неспособности» провести расследование смерти их дочери, хотя это так и не было осуществлено.
В январе 2015 года была совершена последняя попытка поиска останков, оказавшаяся неудачной. Одновременно с этим группа из трёх криминалистов во главе с судмедэкспертом Франком ван дер Готом проделала путь по тропе Эль-Пианиста и далее за мирадор до финки (поместья) местного проводника Лауреано, находящейся на полпути между мирадором и деревней Альто-Бокете. Путь занял у них 9 часов. В начале марта 2015 криминалисты опубликовали результаты своего путешествия, фактически поставив точку в официальном расследовании дела. Франк ван дер Гот заявил:

Принимая во внимание географические и социальные условия вместе с техническими фактами, установленными в ходе судебного расследования, преступление в виде ограбления, изнасилования, насилия или похищения крайне маловероятно.
Оригинальный текст (англ.)Having taken the geographical and social conditions into account with the technical facts that emerged from the forensic investigation, a crime in the form of robbery, rape, violent crime or kidnapping is very unlikely.

Было объявлено, что по мнению специалистов наиболее вероятной причиной смерти девушек является падение со скалы. Скалы в этом регионе достигают высоты 30—40 метров, а сильные водные потоки у их подножия делают обнаружение новых останков маловероятным. Вместе с тем нидерландские специалисты отвергли гипотезу о том, что Крис и Лисанн могли заблудиться:

Район, в котором всё это, как предполагается, произошло — совсем не тот район, в котором можно заблудиться. Те, кто заявляет, что девушки сбились с пути, и рассматривает это как реальную возможность, просто никогда не бывали на этой тропе.
Оригинальный текст (англ.)The area where this is supposed to have taken place, simply is not an area where you can get lost. Anyone who is suggesting the girls lost their way and claiming this to be an actual possibility, has simply never physically been on the trail itself.

Семья Кремерс заявила, что испытывает облегчение, получив правдоподобное объяснение причин трагедии.
Остаётся неизвестным, какое окончательное заключение вынесла по делу Кремерс-Фрон панамская прокуратура. 22 марта 2015 года газета «Ла-Эстрелья» процитировала нового прокурора Эрнана Мору, который сообщил, что дело о гибели девушек будет вот-вот закрыто, хотя следствие так и не смогло чётко установить, что именно произошло.
На мирадоре в конце тропы Эль-Пианиста установлен крест с именами Лисанн Фрон и Крис Кремерс, и годами их жизни. Датой смерти указано 1 апреля 2014 года.

## Версии
Загадочная смерть студенток активно обсуждалась в Интернете. Выдвигались гипотезы о причастности местных каннибалов, криминальных картелей, торговцев органами, или более «обыденные» предположения о похищении и изнасиловании.

### Район исчезновения

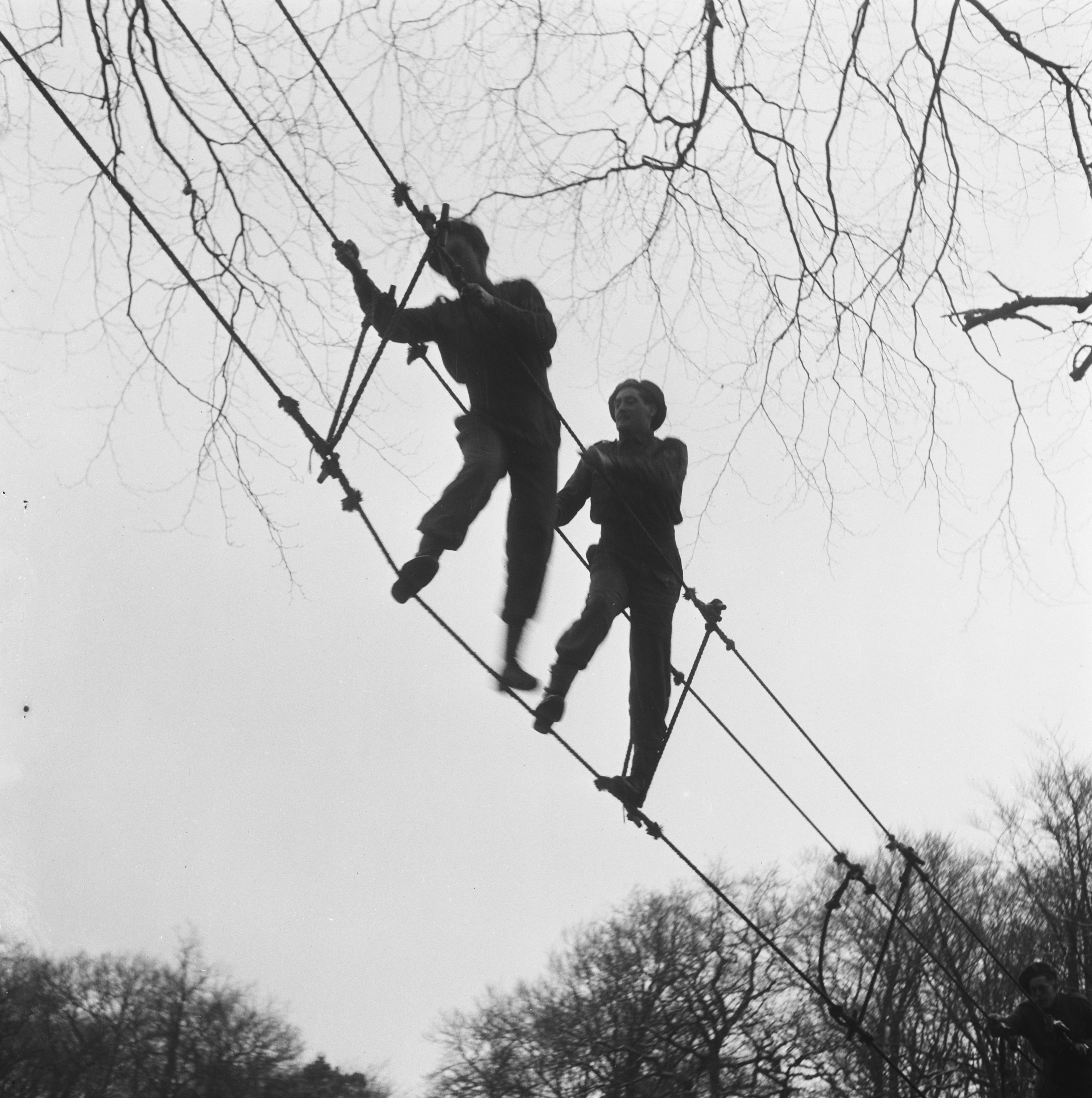
Типичный «обезьяний мост» (тренировка нидерландских солдат, 1946 год)

Местность, в которой пропали девушки, не является совершенно безлюдной. В статье Lenta.ru по этому поводу говорится: «по некоторым данным, на той стороне [в джунглях за тропой Эль-Пианиста] находится множество не обозначенных на карте хижин и землянок. Кто там живет, не знают даже опытные гиды». На самом деле известно, что в этом районе проживают представители народности нгобе, и именно женщина нгобе нашла рюкзак Лисанн возле деревни Альто-Ромеро (согласно одному автору, эта деревня даже не обозначена на картах). Когда Дж. Крит спросил одного из проводников, как часто люди ходят по горным тропам из города Бокете в Альто-Ромеро, — минуя в том числе канатный мост, возле которого были сделаны ночные фотографии 8 апреля, — тот ответил, что обычно 15—20 человек в неделю, иногда и больше. И добавил, что если студентки находились на тропе дольше нескольких дней, то, вероятно, были не одни.
Туристический маршрут Эль-Пианиста заканчивается на мирадоре, но дальше, уже по другую сторону Американского континентального водораздела, идёт хорошо заметная «дикая» тропа до деревни Альто-Ромеро (возле которой нашли рюкзак). В телешоу Lost in the Wild её называют «Змеиной тропой» (англ. Serpent Trail), Дж. Крит не называет её никак; по его описанию, она пересекается со многими другими тропами, которые используют главным образом местные жители. В сухой сезон эту тропу используют в основном фермеры, перегоняющие домашний скот в Бокете. В сезон дождей, длящийся приблизительно с 1 апреля по 1 ноября, местные жители стараются избегать эту тропу, поскольку она становится опасной. На тропе есть два так называемых «обезьяньих моста» и два висячих моста; считается, что ночные фотографии 8 апреля были сделаны у первого «обезьяньего моста». Ведущие телешоу отталкивались от версии, что девушки погибли при падении с такого моста. Эти мосты представляют собой три стальных троса, переброшенных через реку или ущелье, и считаются весьма опасными. Известны случаи гибели на них местных жителей. Однако судмедэксперт Франк ван дер Гот (в 2015-м объявивший наиболее вероятной версию о гибели девушек в результате несчастного случая) в интервью для телешоу решительно заявил, что Крис и Лисанн не могли упасть с такого моста, потому что они просто не полезли бы на него — «потому что они здравомыслящие девушки» (англ. «Because they’re sensible girls»). Дж. Крит замечает, что во время сухого сезона тем «обезьяньим мостом» даже не нужно пользоваться, поскольку реку можно перейти вброд; девушки исчезли на стыке сухого сезона и сезона дождей. Кроме того, ведущие телешоу провели эксперимент на месте, пройдя тропой от мирадора до первого «обезьяньего моста», и пришли к выводу, что на момент первого звонка в аварийную службу (16:39) девушки должны были находиться ещё далеко от моста, то есть первоначальные звонки вряд ли были связаны с падением Крис или Лисанн в реку. 
В июле 2014 года родители Крис ходили по «дикой» тропе за мирадором, где пропала их дочь, и записали свой поход на видео. Они побывали у ручья, где были сделаны последние фотографии Крис, и прошли несколько дальше, после чего решили, что продолжать путь не имеет смысла. Отец и мать Крис пришли к заключению, что это одна-единственная тропа здесь, с неё некуда сворачивать и на ней невозможно заблудиться; на пройденном ими участке нет никаких мест, откуда можно было бы упасть. Нидерландская следственная группа, посетившая этот район в январе 2015 года, подтвердила вывод о том, что на тропе невозможно заблудиться. Случаи пропажи людей в районе Эль-Пианиста всё же имели место, однако в мае 2014 года директор SINAPROC Артуро Альварадо заявил, что до этого времени пропавших всегда находили. К примеру, в июле 2016 года здесь потерялась туристка из Колумбии; о её обнаружении сообщалось уже на следующий день. Дж. Крит описывает случай 2017 года, когда опытный проводник, идя по этому району в одиночку, сломал лодыжку и много часов лежал на тропе; его нашли менее чем за день.

### Фото № 509
Фотография № 509 могла быть сделана в любой момент с середины дня 1 апреля, когда девушки пошли за мирадор и пропали, до ночи 8 апреля, когда была сделана серия странных снимков. Поэтому часто выдвигается предположение, что она могла содержать нечто важное, особенно когда речь идёт о криминальных теориях исчезновения девушек. Фотография была удалена, и нидерландским криминалистам не удалось найти никаких её следов.
Авторы книги «Lost in the Jungle» купили точно такой же фотоаппарат Canon PowerShot SX270 HS, какой был у Лисанн, и провели с ним ряд экспериментов. Им удалось обнаружить один сценарий, повторяющий ситуацию с фото № 509 — когда номер фотографии пропущен, то есть после фото 508 идёт сразу 510, и при этом на карте памяти нет никаких следов фото 509. Для этого надо заменить карту памяти на другую, сделать необходимое фото, и затем вернуть прежнюю карту. Авторы не смогли дать ответ на вопрос, была ли у Лисанн с собой вторая карта памяти для фотоаппарата..
Также они рассмотрели другие возможности:
- Пропуск номера фотоаппаратом — было сделано большое количество фотографий, измеряемое тысячами. Ни в одном случае фотоаппарат не пропустил номер. Поиски в Интернете и консультации с профессиональными фотографами показали, что пропуск номера теоретически возможен, но нигде не удалось найти ни одного конкретного примера такой ситуации.
- Удаление фотографии при помощи компьютера — авторам не удалось удалить фотографию так, чтобы не осталось следов. Удалённые фото были полностью восстановлены при помощи специальных программ. Авторы предполагают, что удалить фотографию бесследно всё же возможно, но это требует очень высокой квалификации и значительного объёма времени.

### Сомнения в официальной версии
Официальная версия о том, что девушки упали в реку, ставилась под сомнение различными экспертами. Панамский криминалист Октавио Кальдерон (исп. Octavio Calderón) во время расследования осенью 2014 года заявлял, что данное предположение прокуратуры ни на чём не основано. Уже упоминавшийся Карл Вейл, работавший директором патологоанатомической лаборатории, отметил по поводу останков, что утопленников обычно находят целыми, и практически неслыханно, чтобы их тела распадались на мелкие фрагменты, а после двух месяцев в реке на костях ещё должно быть большое количество плоти. Пожелавший остаться неназванным сотрудник панамской лаборатории, где исследовали останки Крис и Лисанн, в интервью Дж. Криту тоже заметил, что за 7—8 недель тела не должны были так сильно разложиться, особенно в той прохладной местности на возвышенности, где их нашли. Выдвигались разные версии по поводу того, почему ребро Крис оказалось отбеленным. Директор панамского Института судебной медицины Умберто Мас (исп. Humberto Mas) рассматривал возможность того, что труп мог быть расчленён с применением извести. Она применяется фермерами как удобрение, однако также может быть использована для ускорения разложения трупов, как это делают, например, мексиканские наркокартели. Без объяснения остался ряд других вопросов — например, почему фотографию № 509 оказалось невозможно восстановить, почему метаданные фотографий 1 апреля противоречат показаниям очевидцев. Что касается очевидцев, то существует свидетельство Хосе Моралеса (исп. José Morales), владельца хостела возле Эль-Пианиста, что 1 апреля он видел «усталых и голодных» нидерландских девушек, возвращавшихся с прогулки; они спросили у него, как добраться до Бокете, и он посоветовал им взять такси; это делает обстоятельства исчезновения девушек ещё более запутанными, если свидетель не ошибся с датой и правильно опознал девушек.
В целом панамские власти критиковались за небрежный подход к расследованию и его закрытость. Например, когда нидерландские эксперты обследовали содержимое рюкзака Лисанн, они обнаружили более 30 отпечатков пальцев неизвестных людей, однако панамская полиция не взяла отпечатки ни у кого из местных жителей, участвовавших в поисковых операциях. Полиция забрала вещи Крис и Лисанн из комнаты, где они проживали, только 10 апреля; к этому времени там уже бывали посторонние люди и сфотографировали, в частности, дневники девушек и паспорт Крис — со временем эти фотографии оказались в Интернете. Не были опубликованы полные результаты судебно-медицинской экспертизы найденных останков (то, что известно об останках, было сообщено следствием или утекло в СМИ). По мнению адвоката семьи Кремерс Энрике Аррочи, правительство Панамы было заинтересовано в том, чтобы смерть девушек была признана несчастным случаем, а не убийством; это требовалось для защиты туризма, приносящего стране ежегодно 4 миллиарда долларов (18 процентов ВВП Панамы). Во время поисковой операции в апреле 2014 года президент Панамы Рикардо Мартинелли заявил, что власти не могут позволить, чтобы этот случай негативно повлиял на туризм в районе Бокете. Дж. Крит отметил, что когда договаривался с Аррочей о встрече для проведения интервью (это было через два года после исчезновения девушек), то адвокат намекал, что подвергается опасности в связи с этим делом, и на встречу явился в сопровождении телохранителя.

## Последующие события
В 2015 году панамские и нидерландские СМИ сообщили о смерти таксиста, подвёзшего Крис и Лисанн из Бокете к началу тропы Эль-Пианиста. Этот таксист, Леонардо Артуро Гонсалес Мастину, был одним из последних людей, видевших девушек живыми. Сообщение о его смерти совпало по времени с появлением итогового доклада нидерландских специалистов в начале марта (издание de Volkskrant поместило обе новости в одной статье). 34-летний панамец утонул в водоёме в Гуалаке, ожидая клиентов и гида, приехавших туда купаться. По свидетельству инструктора по скалолазанию, занимавшегося со своими учениками поблизости в момент смерти Мастину, в этом районе легко плавать и нет сильных течений, они не слышали криков о помощи или плеска воды. 
В 2017 году после убийства в Панаме туристки из США американский посол в стране Джон Фили (англ. John Feeley) сделал официальное заявление, в котором опроверг появившуюся информацию о якобы найденной связи между нападавшим(и) на покойную и на голландских студенток. Заявление примечательно тем, что посол использовал в отношении Кремерс и Фрон слово «убитые» (murdered).
Несмотря на то, что официальное расследование дела было прекращено в 2015 году и не возобновлялось, с течением времени в Интернете появлялись всё новые материалы, «сливавшиеся» различными лицами. Официально было опубликовано лишь небольшое количество фотографий с фотоаппарата Лисанн, но к 2020 году в открытом доступе находилась значительная часть фотографий различного качества, что позволило энтузиастам даже создать панораму из ночных фотографий 8 апреля. В 2019 году в Интернете появились и были переведены на английский язык дневники обеих девушек, которые велись ими до момента своего исчезновения. В 2021 году опубликованы ранее неизвестные фотографии джинсовых шорт Крис, найденных в реке между первым и вторым «обезьяньими мостами».

## Книги
В 2021 году вышла книга за авторством нидерландских писателей Юргена Снурена (нидерл. Jürgen Snoeren) и Марьи Вест (нидерл. Marja West) «Lost in the Jungle: The mysterious disappearance of Kris Kremers and Lisanne Froon in Panama», посвящённая расследованию дела. Книга выпущена на нидерландском (в бумажном варианте) и английском (Kindle-версия) языках. В июне 2022 года вышел русский перевод «Потерянные в джунглях» (издательство «Бомбора»).
Авторы работали над книгой почти два года. Они связались с бывшим прокурором Бетсаидой Питти, написавшей две главы для книги, и получили доступ к 2700 страницам различных полицейских файлов, включая отчёты об экспертизе останков. Также они связывались с частными детективами, специалистами в различных сферах, поисковиками из организации RHWW, судмедэкспертом Франком ван дер Готом. Они ставили в известность о своей работе семьи погибших девушек, но не получили от них никакой помощи. Из-за пандемии COVID-19 они не сумели побывать в Панаме.
Авторы книги рассмотрели различные обстоятельства, связанные с гибелью Крис и Лисанн. Ссылаясь на официальные документы, они оспорили ряд известных фактов об этом деле (например, об идеальном состоянии рюкзака на момент обнаружения, о 77 попытках включения телефона Крис без PIN-кода, и другие). Они описали свою собственную теорию о том, что могло произойти. По мнению авторов, произошла трагическая случайность, девушки заблудились на тропе за мирадором, чем и были вызваны звонки в аварийную службу. Как минимум одну ночь они провели в одной из заброшенных построек вдоль тропы. Далее они пытались идти вдоль реки. Ночные фотографии были сделаны на одной из стоянок вдоль Кулебры, используемых путешественниками для привала, и бумага на одной из фотографий является мусором с такой стоянки, а сами фотографии являлись попыткой сигнализировать кому-то. После их смерти тела оставались на берегу и попали в реку, когда уровень воды стал повышаться в сезон дождей, и это произошло незадолго до обнаружения рюкзака и останков, то есть рюкзак провёл в воде немного времени и поэтому находился в относительно хорошем состоянии. Авторы отвергли показания различных свидетелей, якобы видевших девушек в течение дня 1 апреля, мотивируя это тем, что ни один свидетель не смог правильно описать одежду девушек; тем самым они отвергли «позднюю» хронологию событий и исходили из хронологии фотографий и телефонных логов.
В десятую годовщину исчезновения девушек (1 апреля 2024 года) вышла книга немецких журналистов Кристиана Хардингхауза и Аннетт Неннер «Still Lost in Panama: The Real Tragedy on Pianista Trail».

## Комментарии
1. ↑  В английском переводе используется слово «asthmatic», но авторы книги поясняют, что в оригинале Герра сказала «resfriado», то есть речь идёт не об астме, а об обычной простуде. См. главу 3 — LOST IN THE JUNGLE, Jürgen Snoeren, Marja West. Lost in the Jungle: The mysterious disappearance of Kris Kremers and Lisanne Froon in Panama. — Kindle Edition, July 17, 2021.
2. ↑  В некоторых публикациях собака упоминается как Блю. Испанское слово «Асуль» и английское «Блю» имеют одинаковое значение — «Синий».
3. ↑  Кулебра — это местное название части реки Чангинола (исп. Río Changuinola).
4. ↑  В источнике: «One lock».
5. ↑  Согласно книге, в рюкзаке было 87 долларов бумажными деньгами и пять 25-центовых монет. Во многих источниках говорится про 83 доллара, в новостном репортаже панамского телеканала TVN[англ.] от 17 июня 2014 сказано про 89 долларов, см. Divulgan fotos de holandesas con ticos Архивная копия от 18 июня 2020 на Wayback Machine, 1:00  (Дата обращения: 16 августа 2020)
6. ↑  См. Celulares registran los últimos momentos de las holandesas Архивная копия от 25 октября 2020 на Wayback Machine; в книге «Lost in the Jungle» эта попытка не подтверждается.
7. ↑  По некоторым источникам — в 13:37, то есть два дня подряд (5—6 апреля) телефон включался ровно в одно и то же время. В книге «Lost in the Jungle» сказано, что это ошибка, и 5 апреля вместо 13:37 должно быть 14:35.
8. ↑  Авторы книги «Lost in the Jungle» насчитали 99 ночных фотографий, однако это противоречит приводимым ими же данным, что эти фотографии имеют номера с 510 по 609, то есть фотографий должно быть ровно 100.
9. ↑  Фотография была показана в нидерландской телепрограмме, где её частично заслоняла другая фотография. Дж. Крит, имевший доступ к оригиналу, написал о следах крови на виске. Впоследствии фотография была слита в Интернет, и авторы книги отмечают, что даже при сильном увеличении на волосах не видно никаких следов крови. См. главу 28. CONSIDERATION. / Jürgen Snoeren, Marja West. Lost in the Jungle: The mysterious disappearance of Kris Kremers and Lisanne Froon in Panama. — Kindle Edition, July 17, 2021.
10. ↑  Места обнаружения некоторых останков не были точно зафиксированы следствием, поэтому могут быть указаны лишь приблизительно.
11. ↑  Изучая фотографии, авторы книги «Lost in the Jungle» установили, что они были сделаны 8 апреля, то есть за два дня до того, как вещи забрала полиция. Подробности см. в главах: 7. DOWN THE RABBIT HOLE; 15. EVIL OR MISTAKE, OR A CONSPIRACY AFTER ALL? / Jürgen Snoeren, Marja West. Lost in the Jungle: The mysterious disappearance of Kris Kremers and Lisanne Froon in Panama. — Kindle Edition, July 17, 2021.